# Robertson Gladstone
Pour les articles homonymes, voir Gladstone.
Robertson Gladstone, (15 novembre 1805 - 23 septembre 1875) est un marchand et homme politique anglais. Il est le deuxième fils de Sir John Gladstone et le frère de William Ewart Gladstone qui est Premier ministre du Royaume-Uni à quatre reprises. 

## Jeunesse
Robertson, avec ses frères et sœurs, est élevé à Liverpool à la maison Gladstone de Rodney Street, puis à Seaforth House à partir de 1813. Il étudie au Collège d'Eton avec ses frères aînés Thomas et William . Cependant, il ne semble pas avoir la motivation pour devenir politicien et son père estime qu'Eton ne lui convenait pas. John Gladstone a décidé que Robertson, de son plein gré, deviendrait un marchand, d'abord comme assistant, puis comme associé . 
En septembre 1821, Robertson, seize ans, est envoyé au Glasgow College, où son cousin Steuart Gladstone étudie avant de devenir un marchand-homme d'affaires. La sœur de John Gladstone, Mary, et son mari, le Dr John Nimmo, vivent à Glasgow, et Robertson y est logé avec sa tante et son oncle pendant qu'il étudie les mathématiques, la philosophie morale et la philosophie naturelle à l'université. Il est ensuite retourné travailler à Liverpool dans l'entreprise de son père. 
Le 28 septembre 1827  Gladstone voyage avec son frère Thomas pour passer l'hiver à Naples. Pendant qu'ils y sont, ils ont vu une éruption du Vésuve. À son retour en Angleterre, il demande à visiter les propriétés familiales des Antilles, et son père accepte. Partant le 12 octobre 1828, il se rend à Démérara, en Guyane britannique, en arrivant en novembre et y reste trois mois jusqu'en mars 1829. Robertson Gladstone rend compte de ce voyage dans son Journal of a Voyage & Residence in the Colony of Demerara, qui se trouve dans la bibliothèque du Liverpool Athenaeum. Il est retourné en Angleterre via les États-Unis d'Amérique où il s'est arrêté à Philadelphie . 
En 1830, Gladstone construit une maison à Cuckoo Lane, Woolton, Liverpool. En 1833, il rejoint une loge de franc-maçonne à Liverpool. Il est le premier maire de Liverpool de moins de quarante ans et, en vieillissant, sa politique évolue vers la gauche, comme avec son plus jeune frère William. Il a une grande famille d'enfants qui sont tous des célibataires et sa vie de famille dépendait entièrement du talent de sa femme pour l'entretien ménager. Sa mort en 1865 l'a laissé sans ressources. 

## Mariage et famille
Gladstone s'est fiancé à l'âge de 30 ans à Mary Ellen Jones (décédée le 23 septembre 1865), fille d'un célèbre banquier local, Hugh Jones. Ils se sont mariés le 28 janvier 1836 à l'église St George de Liverpool . Le mariage a provoqué des désaccords au sein de la famille Gladstone: la famille Jones est unitarienne, tandis que les Gladstones sont des évangéliques de l'Église d'Angleterre. Après le mariage, un manoir appelé Court Hey Hall est construit la même année comme leur maison familiale. 
Ils ont huit enfants ensemble. 
1. John Gladstone (né en 1838 - décédé le 13 octobre 1852 à Court Hey [8] )
2. Mary Ellen Gladstone (née en 1840 - décédée le 17 septembre 1895)
3. Arthur Robertson Gladstone, Capt (né en 1841 - décédé le 30 mars 1896, à la fin de Court Hey [9] )
4. Hugh Jones Gladstone (né en 1843 - décédé le 1er septembre 1874 à Court Hey [10] )
5. Robertson Gladstone (né le 14 septembre 1844 - décédé en novembre 1893 à Liverpool[11] )
6. Walter Longueville Gladstone (né le 30 septembre 1846 - décédé le 14 mai 1919 [12] ) - fit don d'un orgue unique à l'église All Saints à Childwall avec une inscription à son père, sa mère et son oncle William.
7. Anna Maria Heywood Gladstone (née en 1848 - décédée le 14 mai 1901)
8. Richard Francis Gladstone (né le 24 décembre 1849 [13] - décédé le 2 mai 1909, à la fin de Court Hey [14] )

## Activités politiques et communautaires
Actif en politique à Liverpool, il est élu conseiller du quartier d'Abercromby à Liverpool dans le cadre des élections municipales de 1838. Il s'agissait de sa troisième tentative . Il est maire de la ville entre 1842 et 1843 . En 1846, il est l'un des «gentlemen» présents lors de la visite du Prince Albert au Liverpool Sailors 'Home. Il reste longtemps influent, et il est toujours membre de sept des treize comités du conseil municipal en 1859 . En 1862, il soutient sans succès Charles Mozley comme candidat à la mairie. En novembre 1863, il le propose de nouveau comme maire et, avec une majorité de cinq personnes, Mozley devient le premier maire juif de Liverpool . Il est également juge de paix pour le Lancashire, administrateur de la Liverpool Union Mill and Bread Company et membre du comité de la santé. 

## Intérêts commerciaux
Peu après son mariage, Robertson est associé dans Heywood's Bank, où son beau-père est associé . En août 1845, il est nommé vice-président du Grand Junction Railway et siège également au comité du Birmingham and Oxford Junction Railway. Robertson est copropriétaire de plantations dans les Antilles et à Maurice, ainsi que de la ligne Trent Valley, Shrewsbury et Birmingham Railway et plusieurs autres lignes ferroviaires . 
Il est le premier président de la Liverpool Financial Reform Association après sa création au 6 York Buildings, Dale Street, Liverpool, le 20 avril 1848 ,. Robertson hérite de la firme de Liverpool de son père après la mort de John Gladstone en 1851.  
Gladstone achète le patronage de l'église St Andrew à Renshaw Street, Liverpool, une église qui a été construite par son père . Il est également le propriétaire de 24 Abercromby Square  qui fait maintenant partie de l'Université de Liverpool. Robertson possède de nombreuses propriétés dans le quartier commerçant bourgeois de Liverpool, qui ont toutes été vendues aux enchères à sa mort. Cinq ans après le mariage, il est devenu plus tolérant à l'égard des différences religieuses, contrairement au haut anglicanisme de William. Peut-être est-ce en partie dû au localisme dans son caractère et en partie au passé unitarien de sa femme, proche des milieux anti-conformistes . Mais en tout état de cause, cela n'a pas compromis le succès de ses entreprises commerciales. Il développe le terrain au nord de Seaforth qui est utilisé pour les nouveaux chantiers navals, tandis que la maison elle-même est abandonnée.  

## Mort et héritage
Il est décédé le 23 septembre 1875 à Court Hey. Une grande partie de son vaste portefeuille immobilier est vendue aux enchères de Liverpool l'année suivante entre le 7 et le 9 février. Il comprenait des dizaines de maisons dans les rues les plus prestigieuses de Liverpool, y compris une rangée de maisons de ville dans Rodney Street et des écuries, des ateliers et des maisons dans Dale Street et Hope Street . 
Les exécuteurs testamentaires de sa succession sont ses fils Robertson et Arthur . Une somme de 500 £ a été léguée à des associations caritatives et écoles locales. " . 